# Chiesa di Sant'Antonio di Castello
La chiesa di Sant'Antonio di Castello, ufficialmente chiesa di Sant'Antonio Abate, era un edificio religioso di Venezia.
Situata all'estremità sudorientale del sestiere di Castello, fu demolita nel 1810 per far spazio ai giardini Napoleonici.

## Storia

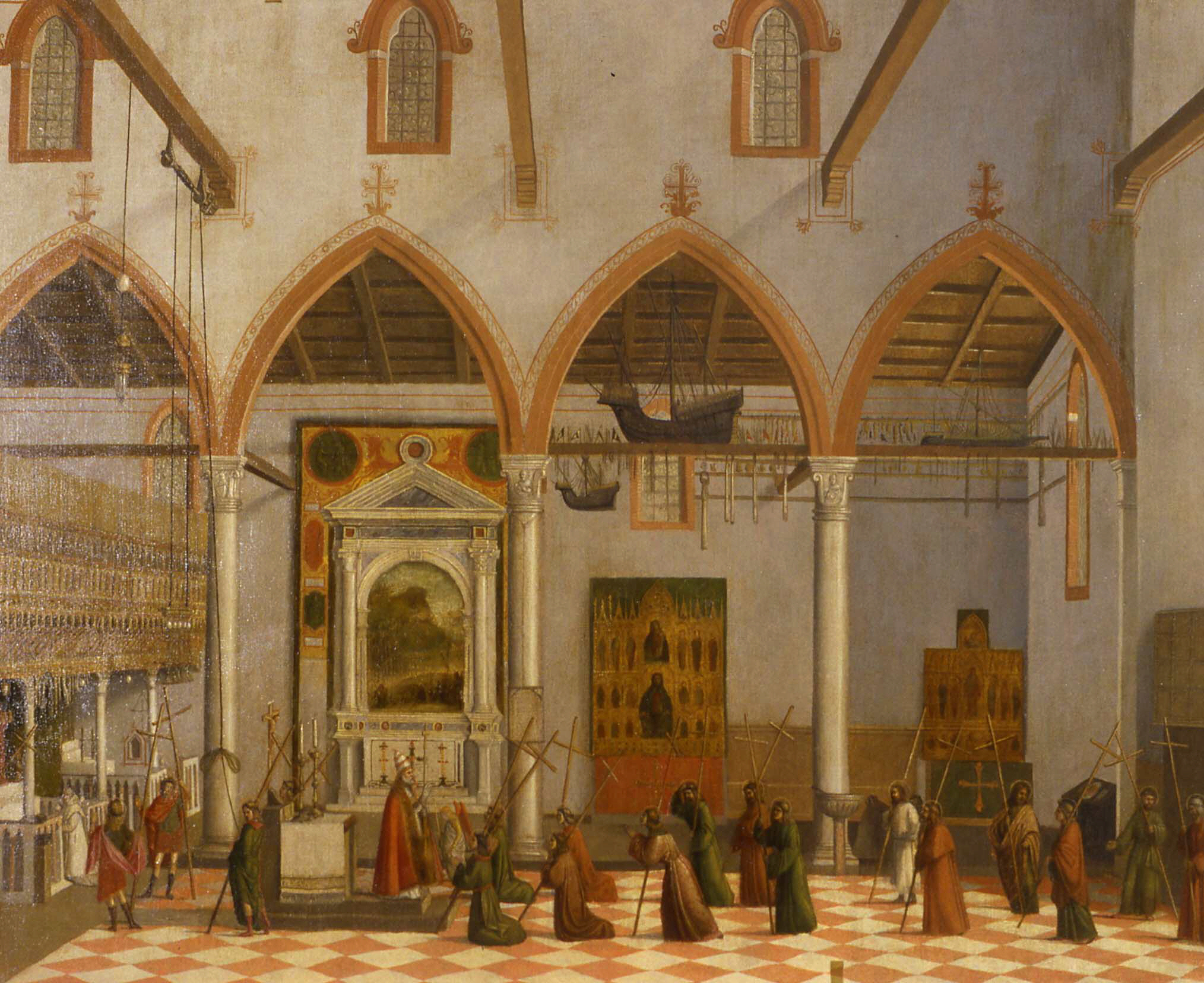
Apparizione dei crocifissi del monte Ararat nella chiesa di Sant'Antonio di Castello del Carpaccio, in cui sono raffigurati gli interni della chiesa.

Venne fondata, con il monastero annesso, nel 1346 da fra Giotto degli Abbati, priore dei Canonici regolari di Sant'Antonio di Vienne. Nel 1471 per decisione del senato veneziano fu affidata ai Canonici regolari lateranensi di San Salvador. Nel 1581, il monastero ospitava 35 religiosi.

## Edificio
L'aspetto originario dell'edificio ci è noto per l'interno grazie al dipinto dell'Apparizione dei Crocifissi del Monte Ararat nella chiesa di Sant'Antonio di Castello di Vittore Carpaccio e per la facciata dalla mappa del de' Barbari.
Quest'ultima fu ricostruita nel Cinquecento, forse su un progetto del Sansovino, e di questa versione ci rimangono alcune più tarde rappresentazioni ad acquaforte. 
All'interno si trovavano dodici altari, tra i quali spiccavano quelli dei Cappello, Pasqualigo, Ottoboni e Querini. Vi erano conservate opere di Pietro Malombra, Pietro Mera, Bonifacio dei Pitati e dello scultore Guido Mazzoni (il pregevole gruppo del Compianto sul Cristo morto, andato distrutto, solo qualche frammento è conservato nei Musei Civici di Padova).
Vi erano tumulate le salme di personalità illustri, quali il doge Antonio Grimani, l'ammiraglio Nicolò Cappello, il diplomatico Pietro Pasqualigo e il capitano generale Vettor Pisani.